# Desková kamera

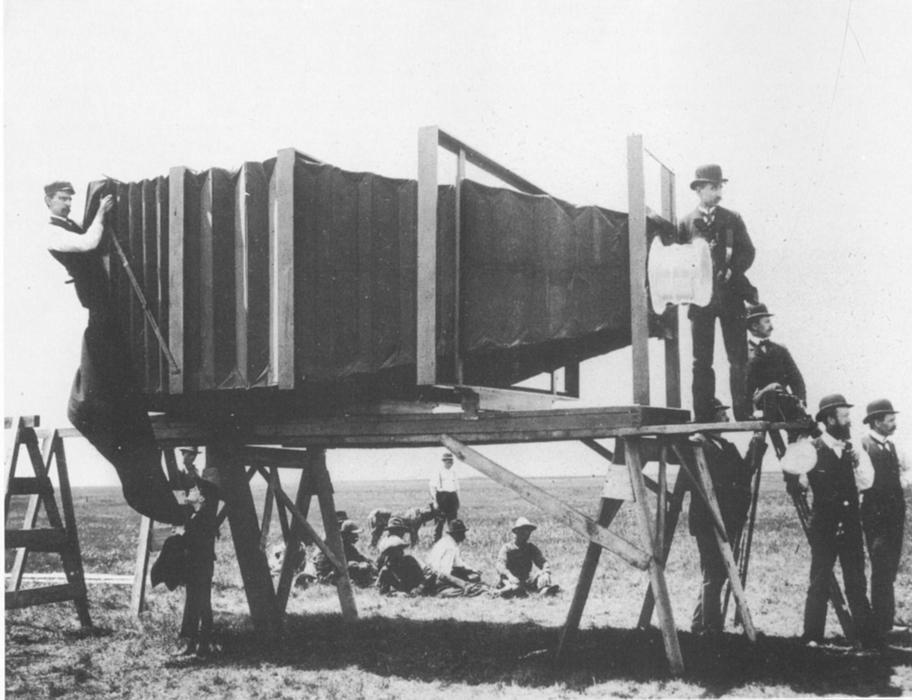
Obří fotoaparát Mamut, který postavil Lawrence v roce 1900 pro Altonské železnice. Kontaktní fotografie z něj měly rozměr 2,4 x 1,4 metru. Lawrence dohlíží na správnou expozici u objektivu.

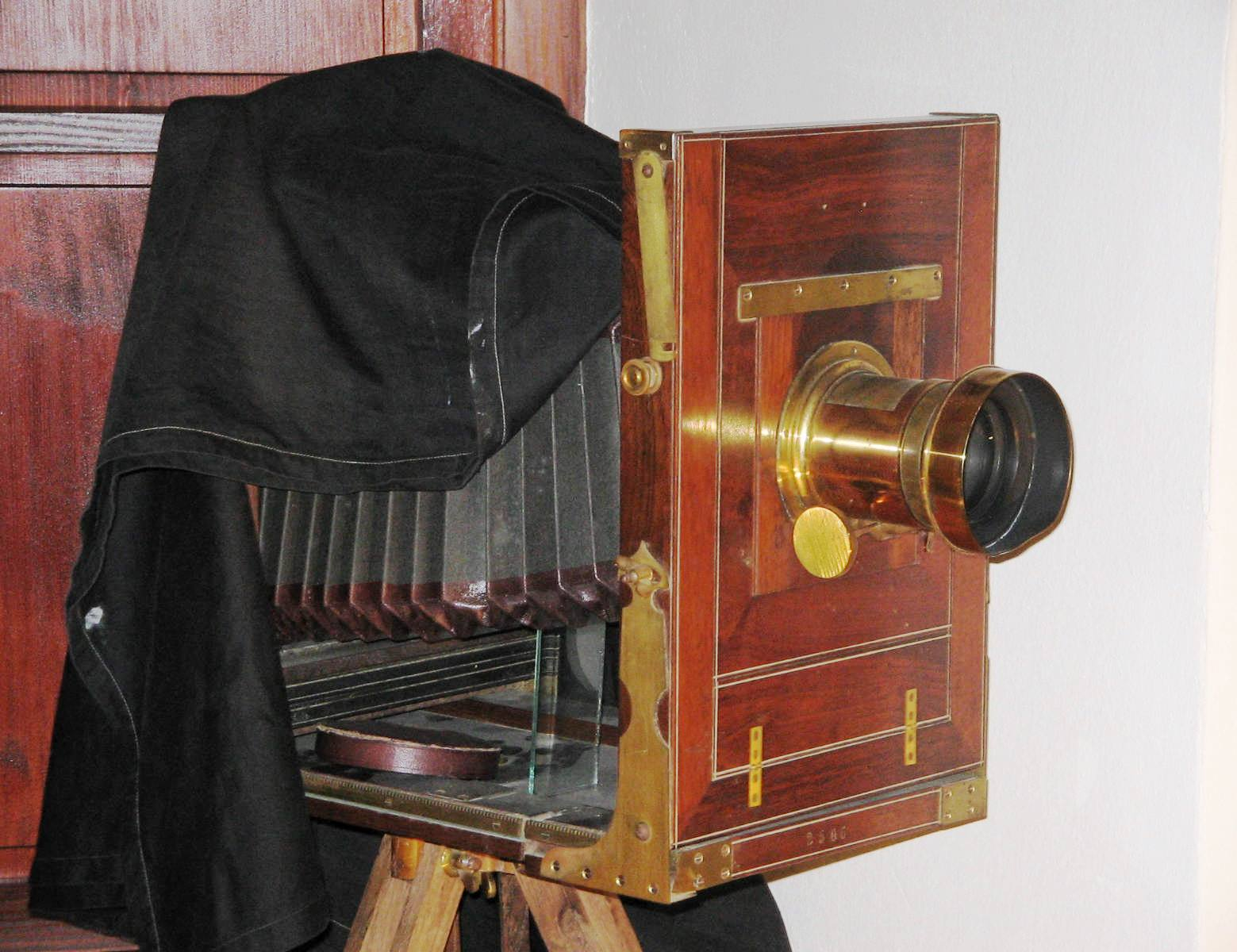
Studiový deskový fotoaparát

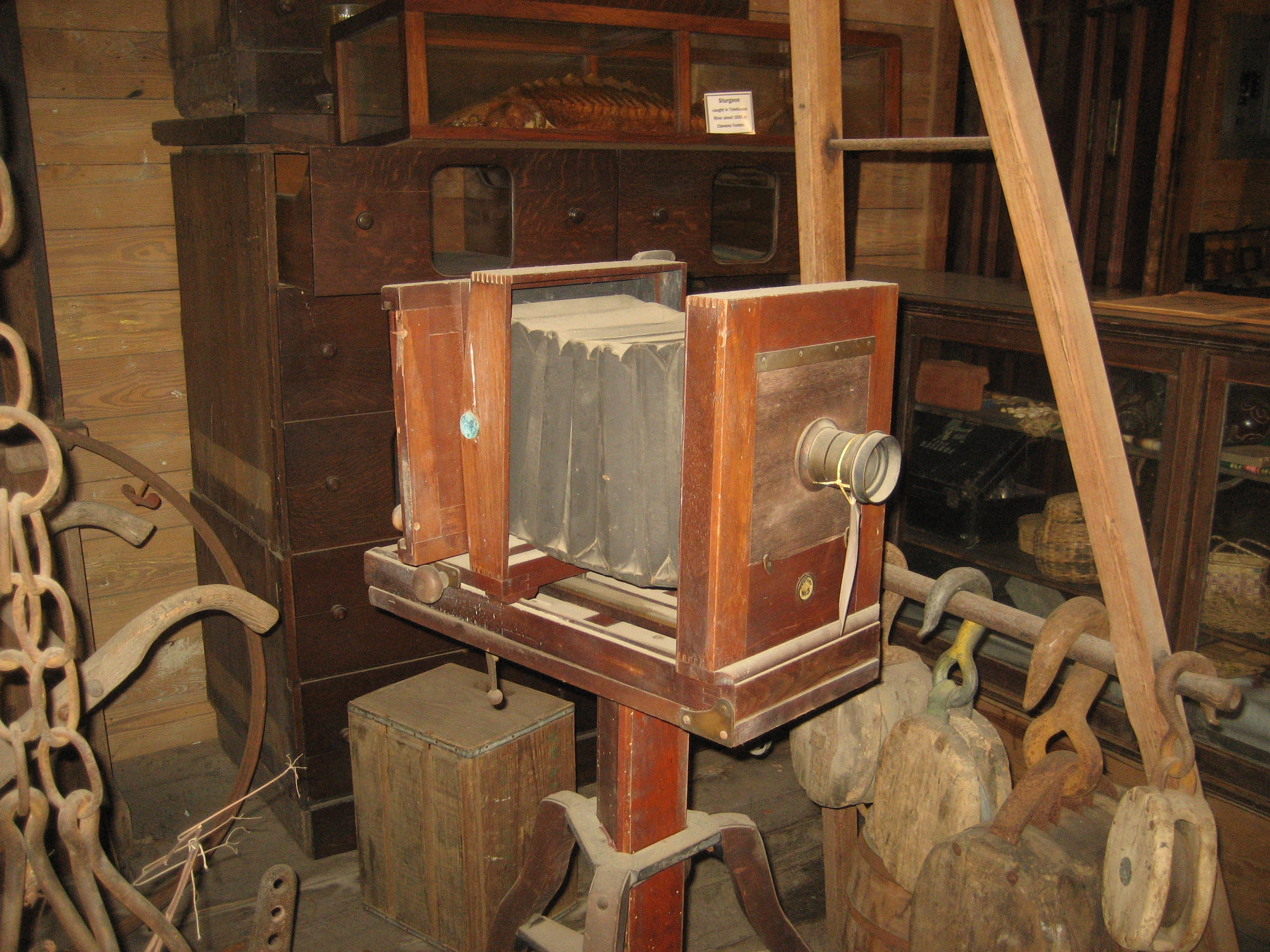
Velkoformátová desková kamera v muzeu H. J. Smith's, Covington, Louisiana

Desková kamera, deskový fotoaparát nebo také skříňový fotoaparát je fotoaparát, který snímá na velkou světlocitlivou skleněnou fotografickou desku. 

## Historie
První fotoaparáty tohoto typu se objevily v letech 1850–1880, kdy začínal být používán mokrý kolodiový proces. Formát desek byl 13×18, 20×30, 30×40 nebo 40×50 cm. Deskové kamery používali v krajinářské fotografii například Eadweard Muybridge, když fotografoval Yosemite Valley nebo William Henry Jackson k fotografování dvanácti snímků Rocky Mountains. V Paříži ji používal Eugène Atget.
Na přelomu 19. a 20. století na půdě Královské technické univerzity v Berlíně zkonstruoval Němec Adolf Miethe kameru pro „tříbarevnou fotografii podle přírody“. Postup spočíval v tom, že se scéna vyfotografovala třikrát na černobílý fotografický materiál přes barevné filtry (červený, modrý a zelený). Princip trojbarevné fotografie poprvé použil Louis Ducos du Hauron v šedesátých letech 19. století. Ve své době ale narazil na problém velmi malé citlivosti tehdejších materiálů na červené světlo. Toto se Miethemu podařilo vyřešit, když v roce 1902 spolu s Arthurem Traubem vyvinuli panchromatickou senzibilizaci fotografického materiálu. Miethe zkonstruoval fotoaparát na skleněné desky 8 x 24 cm, na které se postupně exponovaly jednotlivé barevné výtažky. Barevné fotografie pak bylo možné buď promítat zvláštním trojitým projektorem na plátno (každý barevný výtažek byl promítán přes příslušný barevný filtr - výsledný barevný obraz vznikl na principu aditivního míchání barev, nebo bylo možné fotografie tisknout technikou barevného uhlotisku. Tento postup byl velice pracný a nákladný, avšak výsledkem byly barevně stálé obrazy. Trojbarevnou fotografii předvedl Miethe poprvé v roce 1903 na půdě své katedry. Kameru pro tento druh fotografie pak vyráběla firma Bermpohl & Co. v Berlíně. S její pomocí vytvořil ruský průkopník fotografie Sergej Prokudin-Gorskij v letech 1905-1916 unikátní sérii barevných fotografií Krásy Ruska v přírodních barvách. Nevýhodou této metody byla skutečnost, že kvalita barevného obrazu závisela na přesném ztotožnění jednotlivých barevných složek při promítání nebo při tisku. Rozdíly vznikaly mechanickými nepřesnostmi během posunu skleněné desky a dále časovými prodlevami mezi expozicí jednotlivých desek, kdy mohlo dojít k pohybu fotografovaného objektu. Tyto problémy se snažil vyřešit nový typ konstrukce kamery, kdy se exponovaly současně všechny složky.
Z českých fotografů ji používal Josef Sudek, který po objevení velkého formátu negativu přestal své fotografie zvětšovat. Deskové kamery používali členové bývalého sdružení Český dřevák (2000-2008, Jaroslav Beneš, Petr Helbich, Karel Kuklík, Bohumír Prokůpek, Tomáš Rasl, Jan Reich).

## Desková kamera Mamut
V roce 1900 postavil fotograf a vynálezce George R. Lawrence v Chicagu obrovskou deskovou kameru s názvem Mamut, která vážila 625 kg. Do ní se vkládala deska o hmotnosti 225 kg a rozměrech 135×240 cm.